# Pedro Meurice
Pedro Claro Meurice Estiu, né le 23 février 1932 à Santiago de Cuba et décédé le 21 juillet 2011 à Miami aux États-Unis, était un prélat catholique cubain. Il a été l'archevêque de l'archidiocèse de Santiago de Cuba.

## Biographie
Pedro Meurice est nommé évêque auxiliaire de Santiago de Cuba et évêque titulaire de Teglata-en-Numidie (de) le 1er juillet 1967 et est consacré le 30 août de la même année par Enrique Pérez Serantes (es) avec comme co-consécrateurs Adolfo Rodríguez Herrera (de) et Alfredo Llaguno-Canals (en) :

## Succession apostolique
Pedro Meurice a ordonné les évêques suivants :
- Archevêque Dionisio Guillermo García Ibáñez (1996)

## Annexe